# NGC 3140
NGC 3140 est une galaxie spirale relativement éloignée et située dans la constellation de l'Hydre. NGC 3140 a été découverte par l'astronome américain Francis Leavenworth en 1886.

## Caractéristiques
Sa vitesse par rapport au fond diffus cosmologique est de 8 814 ± 28 km/s, ce qui correspond à une distance de Hubble de 130,0 ± 9,1 Mpc (∼424 millions d'al).
La classe de luminosité de NGC 3140 est III.
À ce jour, une mesure non basée sur le décalage vers le rouge (redshift) donne une distance d'environ 111,000 Mpc (∼362 millions d'al). Cette valeur est à l'extérieur mais compatible avec les valeurs de la distance de Hubble. Notons cependant que c'est avec la valeur moyenne des mesures indépendantes, lorsqu'elles existent, que la base de données NASA/IPAC calcule le diamètre d'une galaxie et qu'en conséquence le diamètre de NGC 3140 pourrait être d'environ 37,8 kpc (∼123 000 al) si on utilisait la distance de Hubble pour le calculer. 